# Tafios
Tafios – kryptonim pracy badawczo-rozwojowej zleconej przez MON do Wojskowego Instytutu Chemii i Radiometrii w roku 1994. 
Miała ona na celu opracowanie automatycznego sygnalizatora skażeń chemicznych i promieniotwórczych.
W 1998 roku zakończyły się z wynikiem pozytywnym badania państwowe prototypów, których konstrukcję opracowała na zlecenie WIChiR firma ProVision Sp. z o.o. Komisja Państwowa powołana przez MON zaleciła wprowadzenie automatycznego sygnalizatora skażeń chemicznych i promieniotwórczych ASS-1, gdyż taką nazwę mu nadano, na wyposażenie Sił zbrojnych RP.
ASS-1 był przyrządem pokładowym przeznaczonym do:
- wykrywania i identyfikacji par bojowych środków trujących i toksycznych substancji przemysłowych;
- pomiaru mocy dawki i dawki pochłoniętej promieniowania gamma;
- wykrywania bliskich wybuchów jądrowych;
- alarmowania załogi w przypadku wykrycia zagrożeń;
- automatycznego sterowania urządzeniami ochrony przed bronią masowego rażenia;

Przyrząd jest przystosowany do bardzo ostrych wymagań odpornościowych przewidzianych dla urządzeń montowanych na czołgach. Może być stosowany w innych pojazdach, okrętach i obiektach stacjonarnych. Jako detektor chemiczny zastosowano spektrometr ruchliwości jonów (IMS) skonstruowany w oparciu o rozprawę doktorską ppłk dr inż. Henryka Kudły. Na konstrukcję detektora zespół autorów uzyskał patent nr A1 (21) 326522 (22)9805276 (51) HOIJ 49/40.
W 1998 roku MON zlecił firmie ProVision Sp. z o.o. wykonanie partii próbnej 10 sztuk sygnalizatorów oraz opracowanie dokumentacji i oprzyrządowania do produkcji seryjnej. Do 2000 roku wykonano 10 sygnalizatorów, które przeszły nakazane badania i uzyskały świadectwa skalowania wydane przez WAT. Komplet dokumentacji przekazano do Departamentu Polityki Zbrojeniowej MON. Dotychczas w Siłach zbrojnych RP zamontowano następujące ilości sygnalizatorów:
- 7 sygnalizatorów ASS-1 zamontowano na modernizowanych rozpoznawczych transporterach opancerzonych "Żbik";
- 1 sygnalizator zamontowano na prototypie gąsienicowego transportera opancerzonego "Puma";
- 1 sygnalizator zamontowano na trałowcu;
- 2 sygnalizatory zamontowano na prototypach samobieżnej haubicy 155mm "Krab"

W 2003 roku sygnalizatorem zainteresowali się przedstawiciele Malezji, którzy prowadzili negocjacje w sprawie zakupu czołgów, gdyż sygnalizator ASS-1 od początku był projektowany do zastosowania w czołgach i w tym czasie był prawdopodobnie jedynym urządzeniem tego typu spełniającym bardzo ostre wymagania odpornościowe stawiane przyrządom przeznaczonym do pracy w czołgach. Konstruktorzy firmy ProVision zmodernizowali w znacznym stopniu pierwotną wersję przyrządu dostosowując go między innymi do warunków tropikalnych. Prototyp zmodernizowanego sygnalizatora nazwanego TAFIOS-M zamontowano na czołgu, który przeszedł serię bardzo ostrych testów w Malezji, między innymi przejechał ponad 2000km. Próby prototypu zakończyły się powodzeniem i TAFIOS-M został zaakceptowany przez stronę malezyjską jako wyposażenie czołgów i pojazdów specjalnych w 2005 i 2007 roku. Przedstawiciele Malezji nie zgłaszali zastrzeżeń technicznych do TAFIOSA-M. Jedynym problemem były przeszkody administracyjne stawiane firmie ProVision przez Departament Polityki Zbrojeniowej uniemożliwiające produkcję gazosygnalizatora. Z tego powodu próbowano zastąpić TAFIOSA-M sygnalizatorem TAFIOS opracowywanym przez Radwar.Później ta wersja otrzymała nazwę TAFIOS-B
W 2004 roku, w oparciu o dokumentację udostępnioną przez MON, prace nad wdrożeniem Tafiosa do produkcji podjęło CNPEP Radwar, jednakże do marca 2007 roku bez efektu. To właśnie TAFIOS Radwaru zamontowany w miejsce oryginału nie przeszedł prób na czołgu i dlatego w marcu 2007 roku w obliczu zagrożenia kontraktu malezyjskiego grupa konstruktorów, którzy pracowali nad Tafiosem od 1997 roku, utworzyła spółkę celową pod firmą Zakład Badawczo Innowacyjny Sp. z o.o. Wynajęci przez Bumar od ZBI specjaliści mieli za zadanie na bazie swojej wiedzy umożliwić Radwarowi wyprodukowanie partii pilotażowej TAFIOSA-M pod potrzeby kontraktu malezyjskiego i uruchomienie produkcji seryjnej na potrzeby MON oraz stworzyć całą niezbędną dokumentację. W końcu 2007 roku 6 sztuk TAFIOSÓW-M zostało zamontowanych na czołgach i przeszło próby odbiorcze w Malezji. Zamawiający odebrał bez zastrzeżeń systemy TAFIOS-M i PANDORA-M i zapłacił za nie Bumarowi. Kolejnych 15 TAFIOSÓW-M przeszło wstępne odbiory na pojazdach w Polsce i zostało wysłanych do Malezji. W lipcu 2008 r. wygasł kontrakt Bumaru z ZBI. ZBI odmówiło przedłużenia kontraktu z Bumarem wyłącznie z powodu niemożności uzgodnienia zasad współpracy pomiędzy ZBI, Bumarem i MON-em (wyłącznym właścicielem praw materialnych do opracowania i oryginalnej dokumentacji ASS-1 Tafios). Nie miało to żadnego związku z parametrami technicznymi TAFIOSA-M. W czołgach malezyjskich TAFIOSY-M zastąpiono CHERDESAMI, które firma Pimco SP. z o.o. opracowała znacznie wcześniej we współpracy z WIChiR (Certyfikat WIChiR nr 2/06 z 2006r). 
Urządzenie i dokumentacja była celem szpiegów Mosadu pod przykrywką pomocy technologicznej firmy polsko-izraelskiej, CIA też złożyła ofertę pomocy przez dużą firmę technologiczną, i SWR. Rosjanie po kilku próbach wywieźli urządzenie, jednak konstruktorzy ukryli dokumentację.